# Разелли, Эвелина
Эвелина Разелли (итал. Evelina Raselli; род. 3 мая 1992, Поскьяво) — швейцарская хоккейная нападающая и тренер. В составе сборной Швейцарии выступала с 2011 по 2022 годы, стала бронзовым призёром Олимпийских игр 2014 года и чемпионата мира 2012 года. В составе команды «Лугано» пять раз выигрывала чемпионат Швейцарии.
С 2023 года входит в тренерский штаб сборной Швейцарии для девушек до 18 лет.
Владеет английским и итальянским языками. Кумиром спортсменки является швейцарский теннисист Роджер Федерер.